# Heterodox Academy
Heterodox Academy är ett amerikanskt nätverk av akademiker. Det grundades 2015 av Nicholas Quinn Rosenkranz och Jonathan Haidt för att motverka likriktning inom den amerikanska universitetsvärlden.
Nätverkets verkställande direktör Debra Mashek, psykologiprofessor vid Harvey Mudd College in California, har beskrivit gruppens syfte med att "När nästan alla inom ett ämnesområde delar samma politiska uppfattning blir vissa ideer ortodoxi, meningsskiljaktigheter motverkas, och felaktigheter ifrågasätts inte. För att motverka denna process har vi gått samman för att förespråka en mer intellektuellt mångfaldig och heterodox akademi."
Gruppen publicerar en ranking av amerikanska college som bedömer de 150 främsta lärosätena i USA efter deras engagemang för åsiktsmångfald.